# Meregyó község
Meregyó község (románul: Comuna Mărgău) község Kolozs megyében, Romániában. Központja Meregyó, beosztott falvai Bocs, Havasrekettye, Incsel, Kalotabökény, Kőrizstető.

## Fekvése
Kolozs megye nyugati részén helyezkedik el, Bihar megye határán. A szomszédos községek közül Jósikafalva, Kalotaszentkirály, Kiskalota és Székelyjó Kolozs megyében, Bondoraszó pedig Bihar megyében található. A DJ108C megyei úton közelíthető meg. 

## Népessége
1850-től a népesség alábbiak szerint alakult:
| Lakosok száma | 3246 | 3920 | 5177 | 6724 | 5850 | 3704 | 2112 | 1869 | 1484 | 1363 |
|               | 1850 | 1880 | 1900 | 1930 | 1941 | 1977 | 1992 | 2002 | 2011 | 2021 |

A 2011-es népszámlálás adatai alapján a község népessége 1484 fő volt, melynek 96,36%-a román. Vallási hovatartozás szempontjából a lakosság 91,78%-a ortodox, 2,22%-a baptista, 1,35%-a görög rítusú római katolikus.

## Nevezetességei
A község területéről az alábbi épületek szerepelnek a romániai műemlékek jegyzékében:
- az incseli Istenszülő elszenderedése fatemplom (LMI-kódja CJ-II-m-B-07569)
- a meregyói Szent Mihály és Gábriel arkangyalok templom (CJ-II-m-B-07707)

Országos szinten védett területek:
- Erdélyi-középhegység Natúrpark
- Az Ér-völgy (Valea Firei) Nagy barlangja(wd)
- Oltárkő-barlang(wd)
- Vârfuraş-barlang(wd)

Megyei szinten védett területek:
- Stanciu-patak völgye és a rekiceli vízesés
- Fehérkő
- Vlegyásza-hegység

## Híres emberek
- Havasrekettyén született Emil Boc (1966) román miniszterelnök.